# Сърбомани
Сърбомани (на македонска литературна норма: Србомани) е термин, използван в България и Северна Македония за обозначаване на онези жители на географските области Македония и Поморавието, които имат български етнически произход, но които са избрали сръбството за своя национална ориентация. Така терминът е синонимен на сърбеещи се. В Северна Македония често, а понякога и в България, се използва и терминът сърбофили (на македонски книжовен език Србофили). В Сърбия за тези хора се използва терминът южни сърби или южносърбиянци. До средата на XIX век липсва агресивен сръбски национализъм и Сърбия няма претенции към земите, които не са населени със сърби в югоизточна посока, като не смята голяма част от Косово, Македония и Поморавието за населени със сърби. Тогавашната сръбска преса твърди, че границата между България и Сърбия следва да минава по реките Тимок, Южна Морава и Черни Дрин, достигайки до Охридското езеро. Впоследствие сръбската национална доктрина се променя. Постепенно започва отричане на съществуване на българи на запад от реките Искър и Струма. Започва политика на внушаване, че българите не са славяни, а татаро-монголи, азиатци и тюрки, както и отричане на голяма част от българската средновековна история и култура. Така стартира и кампания на обявяване за сърби, а където и когато е възможно и на посърбяване на славянското население в Централните Балкани. Първоначално това се прави успешно в Тимошко и в Поморавието, като неуспешни опити се правят дори в Западна България, а по-късно в Македония и в Западните покрайнини.

## Поморавие
Сърбоманството се появява в Поморавието в средата на XIX век и е плод на Великосръбската доктрина и усилена сръбска културна пропаганда. До 60-те години на века, официалните сръбски власти смятат населението в Нишкия санджак за българско и така го отразяват в официалната преса, на географските карти и в литертурата. По същия начин то е отразено и в османските документи, като попада в обхвата на Българската екзархия след създаването ѝ. След изготвянето на т.нар. начертание от Илия Гарашанин през втората половина на века започва да се прокарва идеята да бъде изградена голяма южнославянска държава, под сръбска опека. Тогава се появяват сръбските претенции към областите на Ниш, Пирот, Трън, Брезник, Кюстендил, Радомир, Самоков, София, Видин. По-късно през Освободителната война в края на 1877 г. сръбските войски бързо заемат Куршумлия, Лесковац и Пирот, след което и районите на Царибродско, Трънско, Брезнишко, Кюстендилско, Босилеградско, като установяват там сръбска администрация чак до май-юни 1879 г. Впоследствие след многократни дипломатически покани да се изтеглят са изтикани насила от руските войски до границата определена с Берлинския договор, дал Нишко с Пирот на Сърбия. В Сръбско-българската война 1885 г. сърбите отново нахлуват, с претенции за Западна България, но за дни са напълно разбити от българската войска. Така в териториите от Българското землище, в които османската власт е премахната, но влизат в границите на Княжество Сърбия, в относително кратък период от време побеждава сръбската национална идентичност. В райони в днешна Западна България, които след края на 1877 г. посрещат сръбски войски, преживяват период на сръбска управа, но съгласно решенията на Берлинския конгрес са отстъпени на Княжество България, до средата на 80-те години на XIX век селското население продължава все още да храни известни просръбски симпатии и да е резервирано спрямо българските институции. Все пак българската победа в Сръбско-българската война и продължилата устойчиво дейност на българските държавни институции водят до утвърждаването там на пълноценно българско национално съзнание още през втората половина на 80-те години. Успешността на протеклия относително бързо период на изграждане на българско национално съзнание там се доказва от Западните покрайнини, които влизат в границите на Княжество (Царство) България от 1879 до 1918 г., но впоследствие стават част от Югославия. Устойчиво създадената българска национална идентичност през тези няколко десетилетия в тази част от днешна Източна Сърбия, се оказва съдбоносна и води до съществуването там и до днес на българско малцинство.

## Македония
Сърбоманията се появява в Македония в края на XIX век и също е плод на Великосръбската доктрина и въоръжена пропаганда. След разпадането на Османската империя в началото на XX век, част от териториите населени от българския народ, попадат под контрола на Сърбия. Процесът на обособяване на македонските славяни от българския етнос е частично в резултат на асимилаторската политика на Кралство Югославия провеждана в т. нар. Вардарска бановина между двете световни войни. Местните български черкви и училища са затворени или превърнати в сръбски, а свещениците и учителите малтретирани и прогонени в България. Всякакви чувства или изява на българска национална принадлежност са преследвани жестко от властите. Все пак, според редица изследователи до 1945 година населението в региона е предимно с българско самосъзнание, като липсват масови прояви на македонска национална идентичност. След Втората световна война и създаването на Народна република Македония, като федеративна част от Югославия започва популяризирането на идеите на македонизма, което води до изграждане на нов македонски етнос. Така в СФРЮ относително успешно се формира ново национално съзнание и се кодифицира нов език. Фактът, че за разлика от довоенна Югославия, ЮКП дава на местното население повече свобода, създава положителна нагласа сред широките маси. Така вече вместо южни сърби, регионалното етнографско име – македонци, се фаворизира като национално. Днес в България като сърбомани най-често са обозначавани хората в Северна Македония, приемащи безусловно македонизма за своя национална доктрина. Това са онези представители на македонската нация, които отричат българските си корени, и чиято идентичност се изгражда на базата на силна българофобия и нескрита сърбофилия.